# Heterolepidoderma caudosquamatum
Heterolepidoderma caudosquamatum is een buikharige uit de familie van de Chaetonotidae. De wetenschappelijke naam van de soort werd voor het eerst geldig gepubliceerd in 2009 door Grilli, Kristensen en Balsamo.